# Prinia rayée
Prinia bairdii
Espèce
Statut de conservation UICN

 LC  : Préoccupation mineure
La Prinia rayée (Prinia bairdii) est une espèce d'oiseaux de la famille des Cisticolidae.

## Répartition et sous-espèces
Son aire s'étend notamment à travers la forêt du bassin du Congo.
Selon la classification de référence du Congrès ornithologique international (14.2, 2024) :
- P. b. bairdii (Cassin, 1855) — ouest de l'Afrique centrale et forêts de basses terres du Nord-Est du Congo, forêts d'altitude du rift Albertin, ouest du Kenya
- P. b. heinrichi Meise, 1958 — Cuanza-Nord (Angola)